# Leigh Aziz
Leigh Aziz (Auburn, 28 febbraio 1979) è un'ex cestista statunitense, professionista nella WNBA.